# PT-76
Der PT-76 (russisch ПТ-76, плавающий танк, plawajuschtschi tank oder Objekt 740) ist ein leichter Schwimmpanzer, der 1952 in der Sowjetarmee eingeführt wurde; Lizenz- bzw. Nachbauten erfolgten in China und der Tschechoslowakei. Der PT-76 wurde an über 25 Länder geliefert und überwiegend in Aufklärungseinheiten eingesetzt. Er gehörte auch zur Erstausstattung der NVA der DDR.

## Beschreibung

### PT-76

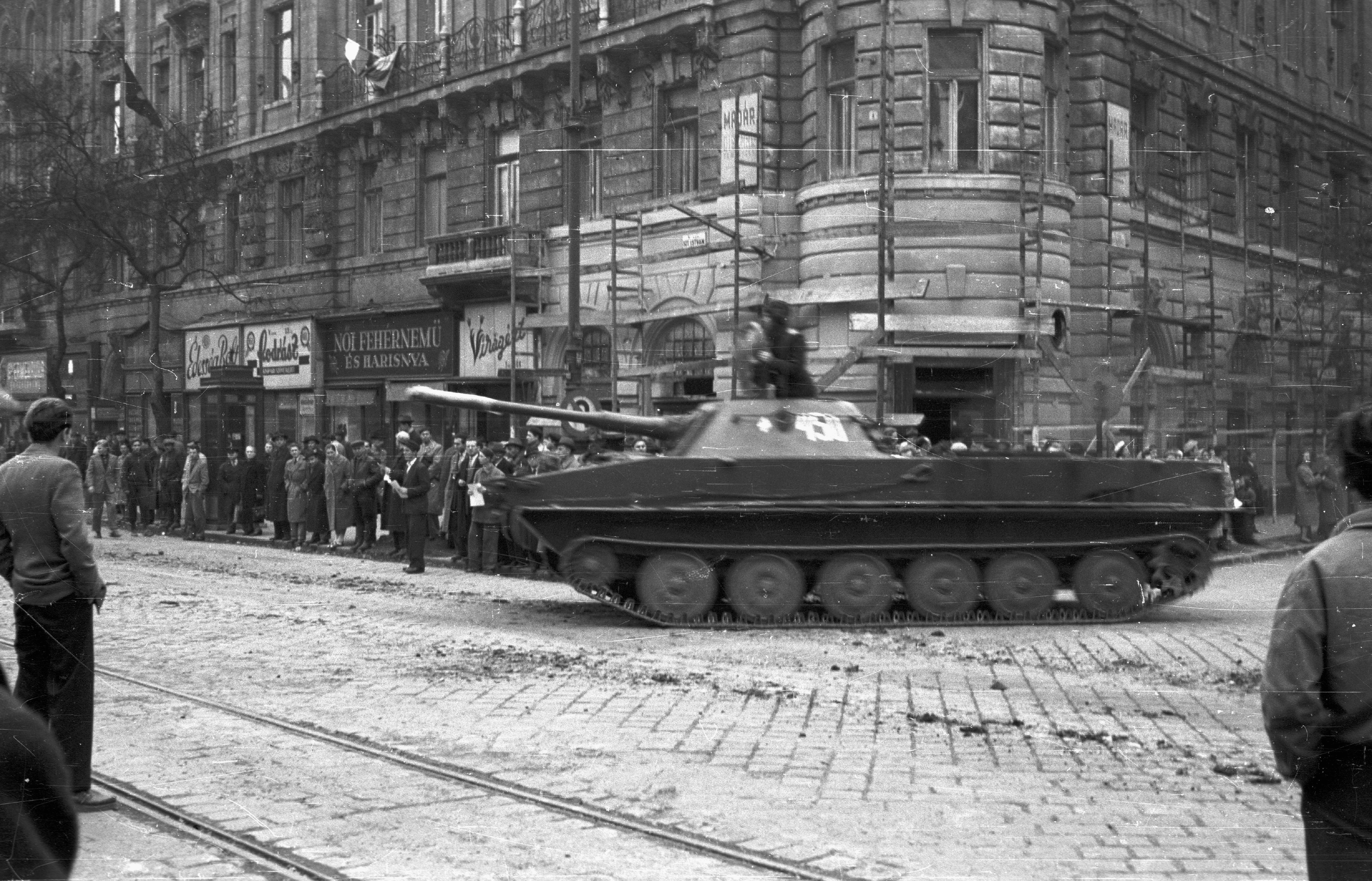
Sowjetischer PT-76 beim Ungarischen Volksaufstand.

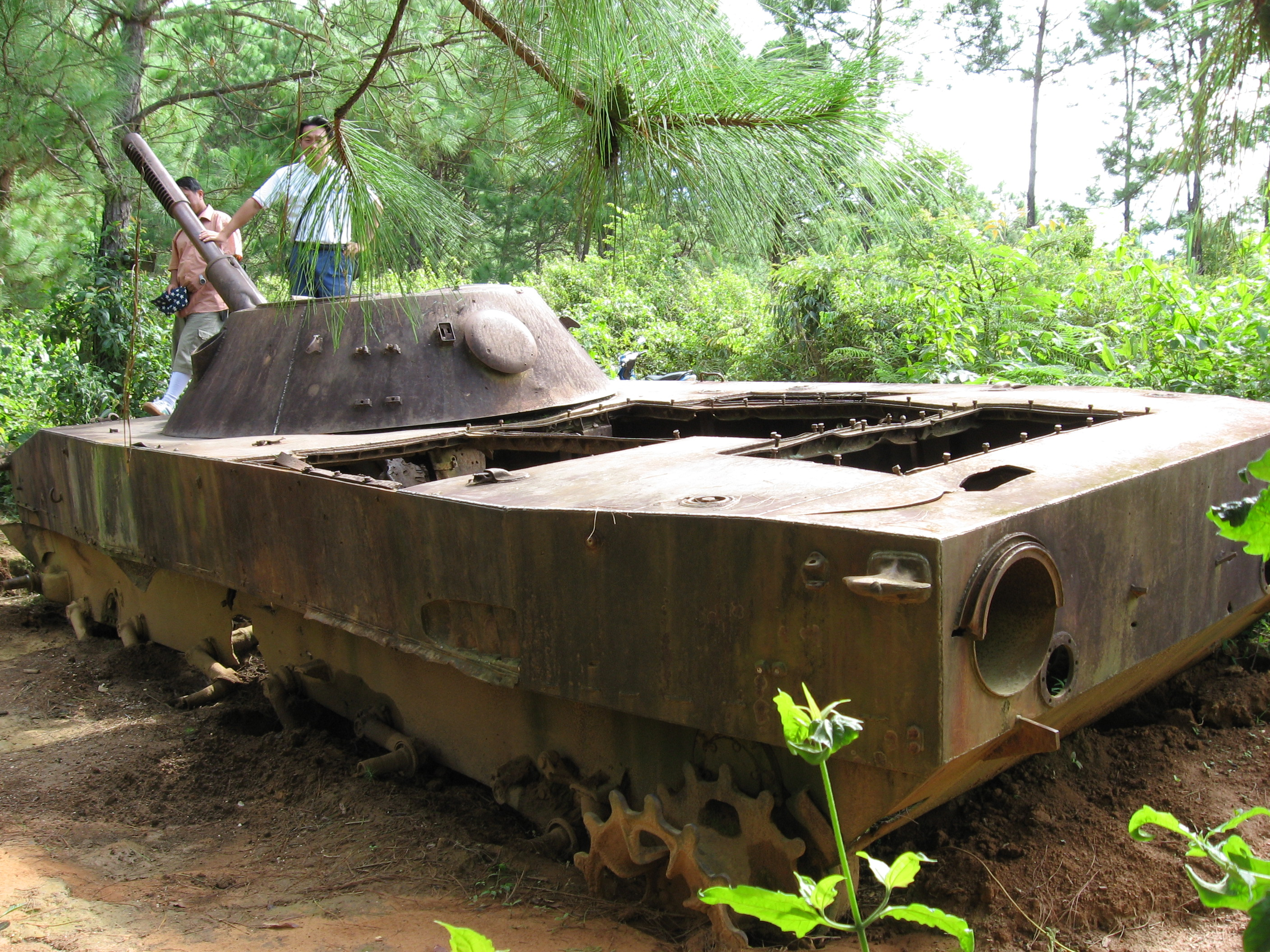
PT-76-Wrack mit reaktiver Schlitzmündungsbremse in Laos.

Seine Besonderheit ist, dass er bis zu einer Windstärke von 4 (mäßige Brise) auf dem offenen Meer eingesetzt werden kann. Dabei kann er das Feuer aus der Kanone führen und beschädigte andere Panzer abschleppen bzw. bugsieren.
Im Wasser wurden zwei Wasserstrahlantriebe zugeschaltet, mit denen 10 km/h erreicht werden konnten. Die Druckrohröffnungen am Heck konnten unabhängig voneinander verschlossen werden, wodurch die Wasserstrahlen in nach vorne gerichtete Auslässe umgeleitet wurden. Dadurch konnte der PT-76 ohne Ruder im Wasser lenken und auch rückwärts schwimmen. Er kann bei Böschungswinkeln bis 38° ins Wasser einfahren und Uferneigungen bis 18° überwinden. Am Bug des Panzers befindet sich ein hochklappbares Schwallbrett.
Seinen Stärken hinsichtlich Schwimmfähigkeit ohne Vorbereitung, Geschwindigkeit und Beweglichkeit standen eine Reihe von Schwächen gegenüber. Der PT-76 hatte zur Gewichtsreduzierung nur eine schwache Panzerung und leichte Bewaffnung mit beschränktem vertikalen Schwenkbereich – um die Fahrzeughöhe zu begrenzen. Weder Nachtsichtausrüstung noch ABC-Schutz waren für das Modell vorgesehen. Als Hauptbewaffnung diente eine 76-mm-Kanone D-56T mit einer maximalen Schussfrequenz von 15 Schuss in der Minute. Der Munitionsvorrat beträgt gesamt 32 Schuss, 14+2 Patronen als Bereitschaftsmunition und 2 × 8 Patronen in Vorratsbehältern unterhalb der Kanone. Daneben war achsparallel ein 7,62-mm-MG SGMT eingebaut. Beide Waffen konnten während der Wasserfahrt eingesetzt werden. Angetrieben wurde der 14-Tonnen-Panzer durch einen 240-PS-Dieselmotor W-6 (praktisch ein halbierter Motor W-2), mit dem 45 km/h erreicht wurden. Das Laufwerk des PT-76 war ein drehstabgefedertes Laufrollenlaufwerk mit sechs einteiligen Laufrollen pro Seite. Die Antriebsräder befanden sich am Heck, die Leiträder am Bug des Fahrzeuges. Die Gleiskette war eine Gelenkkette mit zwei Führungszähnen, zwischen denen die Laufrollen liefen.
Die Besatzung bestand aus drei Soldaten: Fahrer, Ladeschütze und Kommandant/Richtschütze.
Der PT-76 wurde fortlaufend modernisiert, so wurde die Kanone durch die modifizierte D-56TM ersetzt, die eine aktiv-reaktive Mündungsbremse und einen Rauchabsauger in der Rohrmitte hatte. Es wurde eine modernisierte Funkausrüstung eingebaut und der Panzer mit dem Nachtsichtgerät TDA ausgestattet.

### PT-76M
Prototyp einer Verbesserung von 1950 (Objekt 740M) für die sowjetische Marineinfanterie: größere Wasserverdrängung, Nachtsichtgerät, ABC-Schutz, Motor W-6M mit 300 PS. Kanone D-56TS mit 2-Ebenen-Stabilisator STP-2P „Sarja“. Das Fahrzeug wurde nie in Serie produziert und die Marineinfanterie erhielt an seiner Stelle reguläre PT-76B, die mit Schnorcheln ausgerüstet werden konnten.

### PT-76B

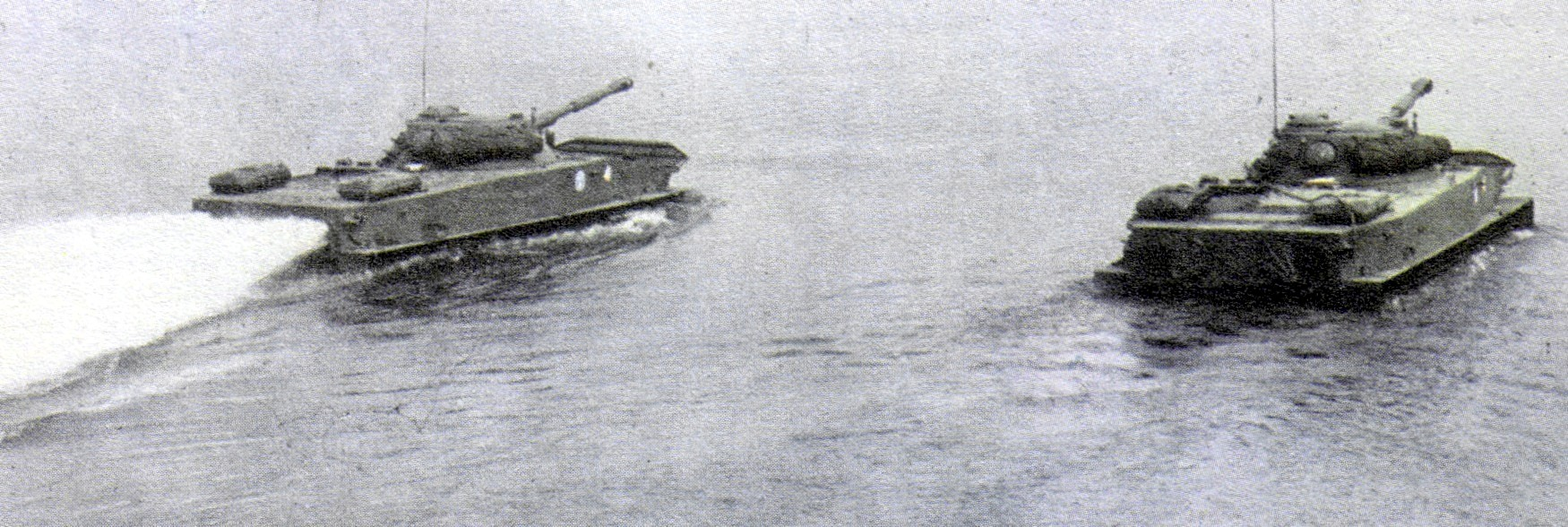
Zwei PT-76B beim Einfahren ins Wasser (Panzer schwimmt noch nicht)

Der ab 1958 produzierte PT-76B (Objekt 740B) entsprach dem Vorgängermodell. Teile der Kampfwertsteigerung aus dem PT-76M wurden verbaut. Er war mit der stabilisierten D-56TS-Kanone (2-Ebenen-Stabilisator STP-2P „Sarja“) ausgerüstet, die eine höhere Genauigkeit aufwies. Als Folge der verbesserten Waffenanlage war der Turm mit 2,32 Metern rund 15 cm höher und das Gesamtgewicht stieg um 200 kg auf 14,2 Tonnen. Der Motor W-6 mit 240 PS Leistung wurde beibehalten. Weiterhin wurde der PT-76B mit einer Kernwaffenschutzanlage und einem zusätzlichen internen Tank ausgerüstet sowie wiederum verbesserte Elektronik verbaut. Ein Teil der PT-76B erhielt eine Startausrüstung für die PALR 9M14 „Maljutka“ an der Turmrückseite.

## Sonstiges
Das PT-76-Laufwerk diente als Basis für verschiedene andere gepanzerte Kettenfahrzeuge, unter anderem für die SPw 50P, -PK und -PU; für die taktischen Raketen-Startrampen 2K1 Mars und 2K6 Luna wurde es modifiziert und mit Stützrollen versehen.
Ein Derivat mit verstärkter Bewaffnung ist der chinesische Typ 63 und Typ 63A.
Der Geschützturm des PT-76B wurde 1967 für die Kanonenboote des Projekts 1204 verwendet.
Am 24. August 1965 sank ein Panzer des NVA-Aufklärungsbataillons 1 im Riewendsee (siehe: Vergessene Katastrophen #Episodenübersicht). Dieser hatte mehrere Fahrten mit Kindern aus dem DFF-Ferienlager „Flax und Krümel“ unternommen. Da sich die Kinder im vorderen Bereich des Panzers sammelten, kam es zu einem Wassereinbruch, 14 Kinder und der Fahrer konnten sich retten, sieben Kinder ertranken.

## Einsätze (Auswahl)
- Jom-Kippur-Krieg auf ägyptischer Seite
- Vietnamkrieg auf nordvietnamesischer Seite